# Dreams Without Reality
Dreams Without Reality er en dansk dokumentarfilm fra 1989, der er instrueret af Leif Andruszkow.

## Handling
Dias-musikvideo med Andruszkow & The Act. Ved brug af mere end 500 dias er denne video sammensat i hurtige klip; på en storskærm er billederne blæst op, derefter er der zoomet ind / ud / panoreret for at skabe bevægelse og dramatik. I teksten fortælles om en person, som har levet hele sit liv uden at tage stilling til noget. Tilværelsen har blot været en drøm.